# Ткалі
«Ткалі» (також відомий під назвою «Подруги») — радянський соціальний драматичний телефільм 1973 року. Прем'єра по телебаченню відбулася 16 грудня 1973 року (Москва).

## Сюжет
Розповідь про життя трудового колективу однієї з ткацьких фабрик, на якій є проблема плинності персоналу за більш престижними професіями. Але керівниці вдається надихнути робітниць ідеєю «Краще бути талановитої ткалею, ніж посереднім інженером».

## У ролях
- Валентина Асланова — Маліка
- Данута Столярська — Лєна
- Ніна Сандалова — Таїрова
- Гуля Ісабаєва — Холматова
- Галина Фролова — Ксенія
- Людмила Карауш — Катя
- Олександр Кузнецов — Саша
- Зафар Джавадов — Галіб
- Туган Режаметов — Гафур
- Сороджон Сабзалієва — Тамара
- Мехрангіз Гасанова — перукар

## Знімальна група
- Режисер: Маргарита Касимова
- Сценарист: Софія Давидова
- Оператор: Анвар Мансуров
- Композитор: Лариса Критська
- Художник: Володимир Мякота